# Modern girl

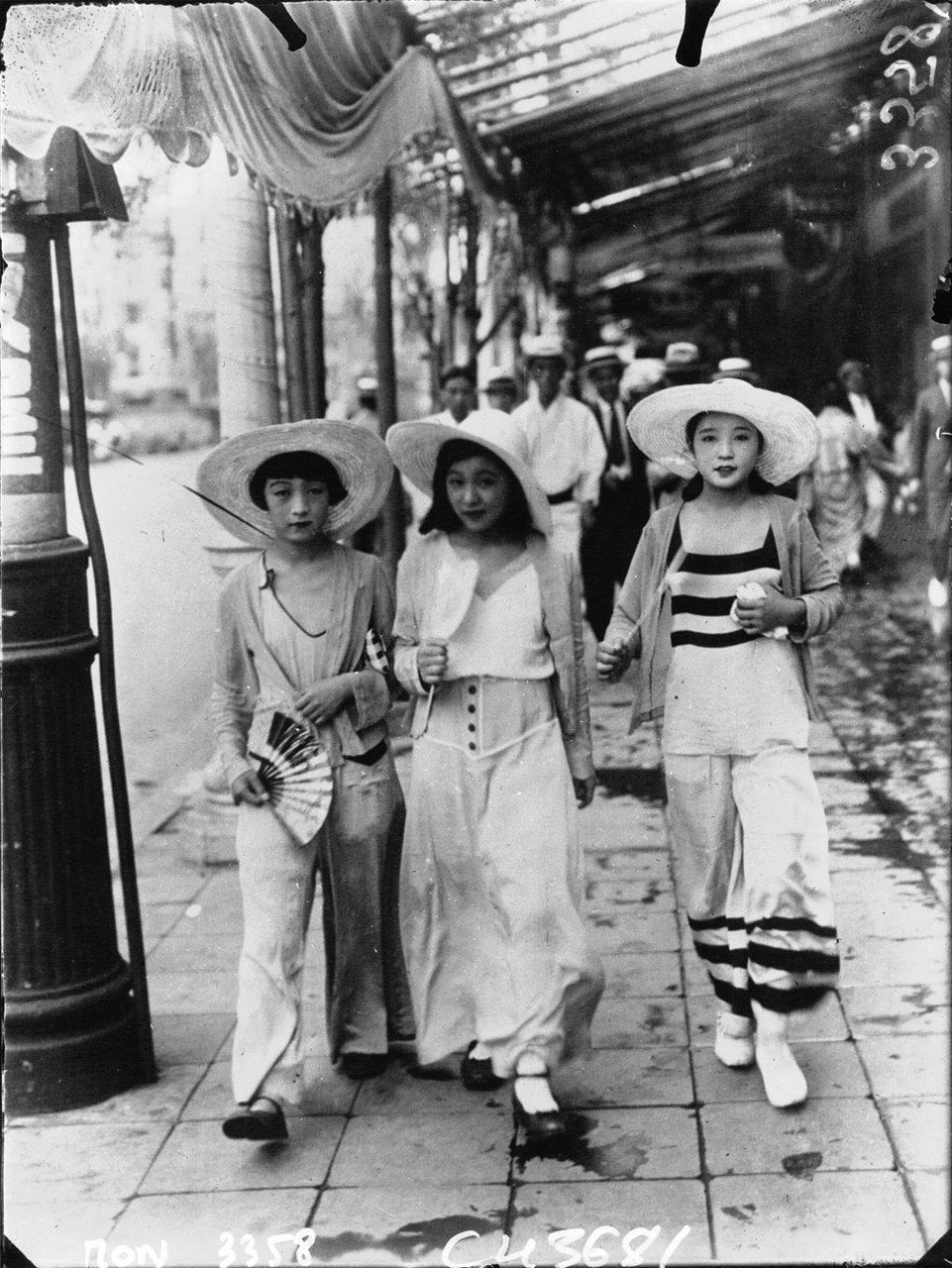
Raparigas modernas vestindo "roupas no estilo de fato de banho", em Ginza (1928).

Modern girl (モダンガール,, modan gaaru, lit. garota moderna) (também abreviada como "moga") era o termo dado às japonesas que seguiam a moda e os estilos de vida ocidentais na década de 1920. No Japão, moga era como uma melindrosa da América, kallege ladki da Índia, neue Frauen da Alemanha, garçonnes da França, e modeng xiaojie (摩登小姐) da China. Analisando o objectivo japonês contra a perceptiva ocidental, a imprensa nacionalista usou o arquétipo garota moderna para culpar tais falhas como frivolidade, promiscuidade sexual, e o egoísmo sobre a influência estrangeira. O período foi caracterizado pelo surgimento da classe trabalhadora de jovens mulheres com acesso a dinheiro e bens de consumo. Usando a cultura aristocrática como seu padrão de japonesidade, as críticas da garota moderna condenaram os traços da classe trabalhadora como "antinatural" para as japonesas. As garotas modernas foram retratadas na vida urbana, como financeiramente e emocionalmente independentes, que escolhiam seus próprios pretendentes, mas sendo apáticas em relação à política. A revista feminina era uma novidade naquela época, a garota moderna foi o modelo de consumo, frequentemente encontrado nas propagandas de cosméticos e moda do que na vida real. A Takarazuka Revue, fundada em 1914, e o romance Naomi (1924) são exemplos notáveis da cultura da garota moderna.

## Origens e etimologia
A Amiga da dona de casa (主婦の友, Shufu no tomo), fundada em 1917, e a Mulher (女性, Josei), fundada 1922, escreviam artigos, dicas de moda, e conselhos sobre o estilo de vida da garota moderna. Josei foi "a bíblia da garota moderna." O romance Naomi de 1924, escrito por Jun'ichirō Tanizaki, criou o termo "garota moderna". O romance foi um sucesso, mas causou uma indignação considerável entre os idosos do Japão. No entanto, as mulheres mais jovens abraçaram a história e celebraram os valores apresentados por várias das personagens principais.

## Comportamento
As garotas modernas eram totalmente independentes, tanto financeiramente como emocionalmente.  Elas trabalhavam na indústria de serviços, denominando o emprego, vivendo por conta própria e não dependendo da família. Elas fumavam, assistiam a filmes, e saiam nos cafés. Elas eram sexualmente liberais, e escolhiam seus próprios pretendentes.  Muitas delas participaram do sexo casual. Num conto de 1928 escrito por Kataoka Teppei, uma jovem dactilógrafa namorou três "garotos modernos" ao mesmo tempo. Ela foi descrita como decadente, hedonista e superficial.
As garotas modernas não eram políticas e não protestavam. Cada mulher procurava a mudança através de si mesma. O consumismo dirigia tudo o que faziam. As mulheres iam constantemente às compras nas novas lojas de departamento e ouviam bastante jazz.

## Aparência
A aparência de uma garota moderna era completamente ocidental.  Elas usavam sapatos scarpins e vestidos curtos.  Elas descartavam os quimonos, e baseavam-se no estilo ocidental garçonne.  Grande parte do seu vestuário e aparência assemelhava-se às estrelas ocidentais, como Olive Thomas, Clara Bow, e casualmente Mary Pickford. Pickford foi usada como um símbolo do modernismo em Naomi. Muito parecida com as melindrosas, as garotas modernas almejavam o estilo ocidental. Elas usavam batom, para além das melindrosas, o corte Bob foi muito popular.

## Fim da era garota moderna
A garota moderna foi um símbolo de ocidentalização e também era um símbolo de extravagância e escolhas egoístas.  Depois de um golpe militar em 1931, o extremo nacionalismo japonês e a Grande Depressão, elas regressaram com o ideal do século XIX, boa esposa e mãe sábia.